# Université Clarkson
L'université Clarkson (en anglais : Clarkson University) est une université privée américaine, spécialisée dans les domaines de l'ingénierie et les autres sciences. 

## Présentation
Située à Potsdam dans l'État de New York, approximativement à 141 kilomètres au sud d'Ottawa au Canada, l'université Clarkson a été fondée en 1896. Elle a une population étudiante de 3 018 undergraduates. La section omnisports se nomme les Golden Knights de Clarkson.